# 스마트폰을 떨어뜨렸을 뿐인데: 붙잡힌 살인귀
《스마트폰을 떨어뜨렸을 뿐인데: 붙잡힌 살인귀》(일본어: スマホを落としただけなのに 囚われの殺人鬼)는 시가 아키라의 장편 추리소설로, 《스마트폰을 떨어뜨렸을 뿐인데》의 속편이다.